# Publius Autronius Paetus
Publius Autronius Paetus war ein römischer Senator im 1. Jahrhundert v. Chr. und Teilnehmer an der Catilinarischen Verschwörung im Jahr 63 v. Chr.
Im Jahr 75 v. Chr. war Autronius (zusammen mit Marcus Tullius Cicero) Quästor und 73 v. Chr. Legat in Griechenland, wohl unter dem Prokonsul Marcus Antonius Creticus.
Er wurde zusammen mit Publius Cornelius Sulla zum Konsul für das Jahr 65 v. Chr. gewählt, konnte jedoch, genau wie sein Amtskollege, sein Amt nicht antreten, da er vom Sohn des unterlegenen Amtsbewerbers Lucius Manlius Torquatus wegen Wahlbetrugs (de ambitu) angeklagt und deshalb aus dem Senat ausgeschlossen wurde. Daraufhin schloss er sich Lucius Sergius Catilina an und beteiligte sich an dessen Verschwörung im Jahr 63 v. Chr.
Nach der Aufdeckung der Verschwörung verzichtete Autronius auf seine Verteidigung und wurde schließlich nach Epirus verbannt.